# Prosopis juliflora

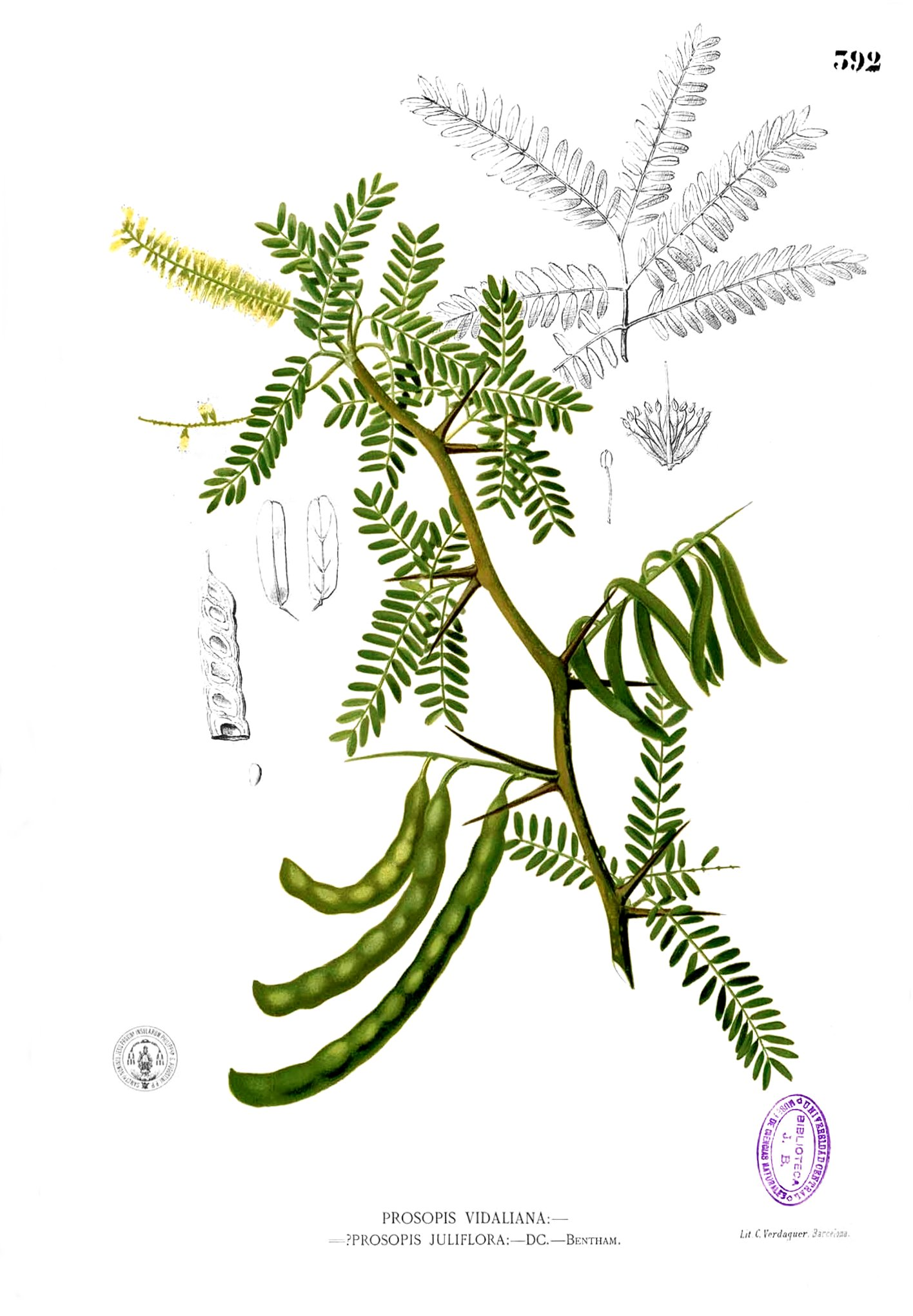

Prosopis juliflora (Spaans: bayahonda blanca, Keniaans: Mathenge) is een struik van de vlinderbloemenfamilie (Fabaceae). Het is een inheemse plant in Mexico, Zuid-Amerika en de Caraïben. Het is een invasieve exoot in Afrika, Azië en Australië. De plant staat ook op de lijst van invasieve exoten die zorgwekkend zijn voor de Europese Unie en mag bijgevolg niet meer verhandeld worden binnen de Unie. Deze plant blijkt een versterkende rol te spelen bij de overdracht van de malaria-parasiet in malariamuggen (Anopheles).

## ABC-eilanden
De soort komt voor op Aruba, Bonaire en Curaçao en is plaatselijk bekend als Kwihi of Cuihi (Aruba), Palu di Kuida (Bonaire) en Indju (Curaçao). De boom is schaduwrijk en goed bestand tegen de droogte en de passaatwind. Van de boom wordt een aantal producten vervaardigd, zoals honing uit de bloemen, suikersiroop uit de peulen, tafels en souvenirs uit de ruwe boomstam.

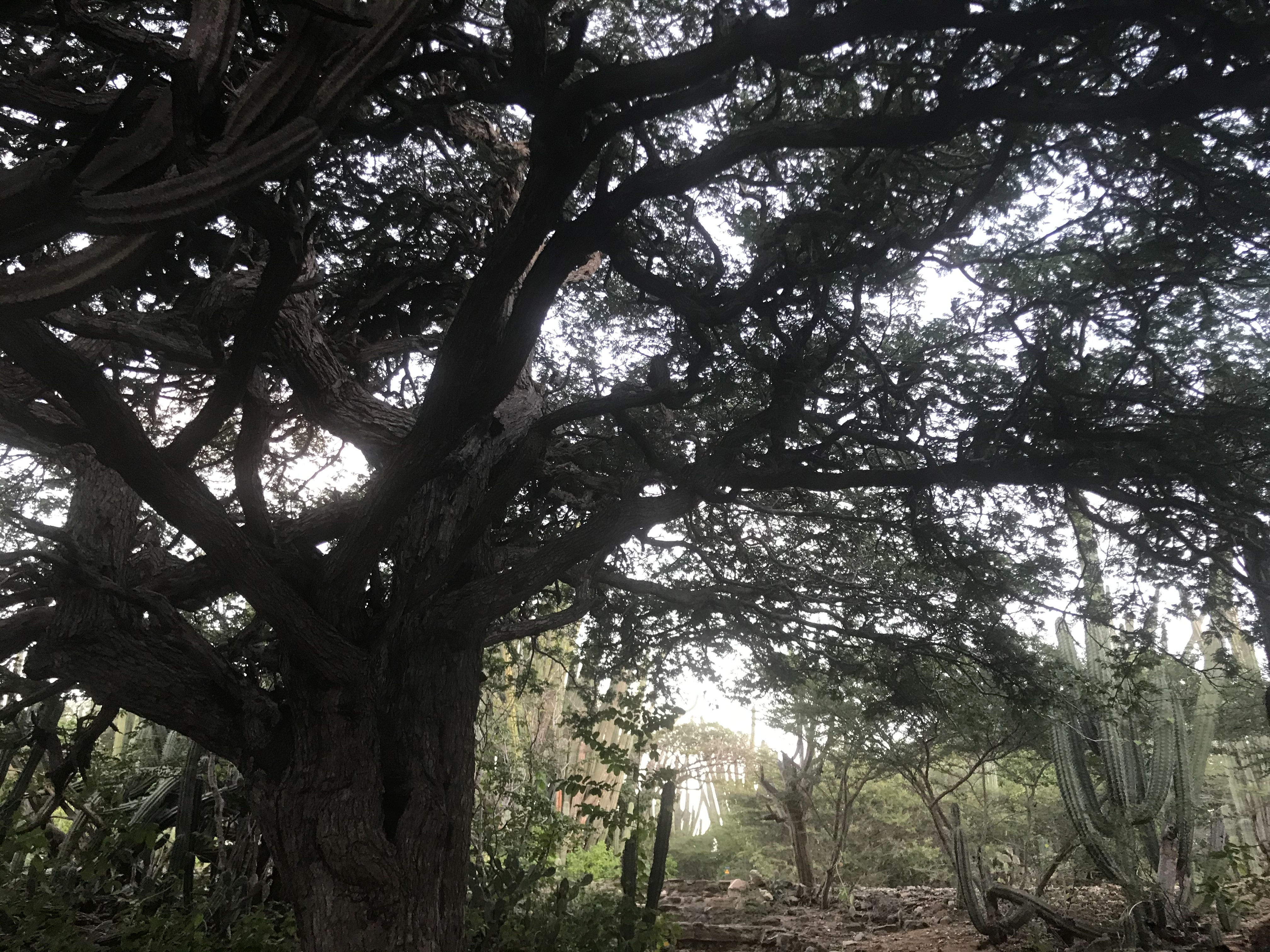
Kwihiboom in het Nationaal park Arikok in Aruba

## Invasieve uitheemse soort
Sinds 2019 staat de soort op de lijst van invasieve uitheemse soorten die zorgwekkend zijn voor de Europese Unie. Bijgevolg mag de plant niet meer verhandeld of aangeplant worden in de Europese Unie.